# Охинага
Охинага (исп. Ojinaga), официальное наименование Мануэль-Охинага (исп. Manuel Ojinaga) — город в Мексике, штат Чиуауа, входит в состав муниципалитета Охинага и является его административным центром. Численность населения, по данным переписи 2010 года, составила 22 744 человека.

## История
Поселение было основано 2 июня 1715 года Хуаном Антонио Трасвинием и Ретесом под названием Сан-Франсиско-де-ла-Хунта-де-лос-Риос (исп. San Francisco de la Junta de los Ríos). 23 октября 1857 года поселению был присвоен статус вилья, а название изменено на Мануэль-Охинага в честь мексиканского политика, военного и участника борьбы с интервентами Мануэля Охинаги. Статус города поселению был присвоен 1 декабря 1948 года.